# NGC 3262
NGC 3262 (другие обозначения — ESO 263-42, MCG −7-22-17, PGC 30876) — линзообразная галактика (SB0) в созвездии Парусов. Открыта Джоном Гершелем в 1835 году.
Этот объект входит в число перечисленных в оригинальной редакции «Нового общего каталога».
Галактика NGC 3262 взаимодействует с NGC 3263, из-за чего в системе наблюдается приливной «хвост». Она входит в состав группы галактик NGC 3366. Помимо NGC 3262 в группу также входят NGC 3263 и NGC 3366.